# Dados FAIR

Imagem com o acrônimo que dá origem à sigla.

Os dados FAIR (sigla em inglês para "Encontrável, Acessível, Interoperável e Reutilizável") são dados que atendem a princípios de encontrabilidade, acessibilidade, interoperabilidade e reusabilidade.

## Definição
Os princípios FAIR (do inglês Findable, Accessible, Interoperable, Reusable) são um conjunto de diretrizes criadas para otimizar a gestão, o compartilhamento e a reutilização de dados científicos em ambientes digitais. Esses princípios foram formalmente definidos em 2016 por um grupo de cientistas e organizações, incluindo Mark Wilkinson como um dos principais proponentes, e subsequentemente promovidos pela iniciativa GO-FAIR.
Pela definição proposta, os dados de pesquisa devem buscar ser:
1. Encontráveis (Findable) – Os dados devem ser facilmente localizáveis por humanos e sistemas automatizados, com metadados ricos e identificadores únicos e persistentes (como DOIs).
2. Acessíveis (Accessible) – Os dados devem ser recuperáveis por meio de protocolos padronizados e abertos, mesmo que sujeitos a restrições de acesso quando necessário (ex.: dados sensíveis).
3. Interoperáveis (Interoperable) – Os dados devem ser estruturados em formatos abertos e utilizar vocabulários controlados ou ontologias para permitir integração com outros conjuntos de dados e ferramentas computacionais.
4. Reutilizáveis (Reusable) – Os dados devem ter licenças claras, descrições precisas de origem (proveniência) e atribuição adequada, permitindo seu uso em novos contextos científicos.

O objetivo principal dos princípios FAIR é otimizar o uso do conhecimento gerado por dados, tornando-os mais fáceis de encontrar tanto por humanos quanto por máquinas, além de acessíveis sob condições bem definidas, capazes de serem combinados e utilizados com outros conjuntos de dados, e suficientemente descritos para serem reutilizados em pesquisas futuras.
Essencialmente, os princípios FAIR não impõem um formato de dados específico ou tecnologia, mas sim um conjunto de qualidades que os dados devem possuir para dar mais efetividade para o seu valor e impacto. Eles fornecem um roteiro para a gestão e publicação de dados, incentivando práticas que facilitam a descoberta, o acesso, a integração e a reutilização destes por toda a comunidade científica e além.

## História

### Antecedentes

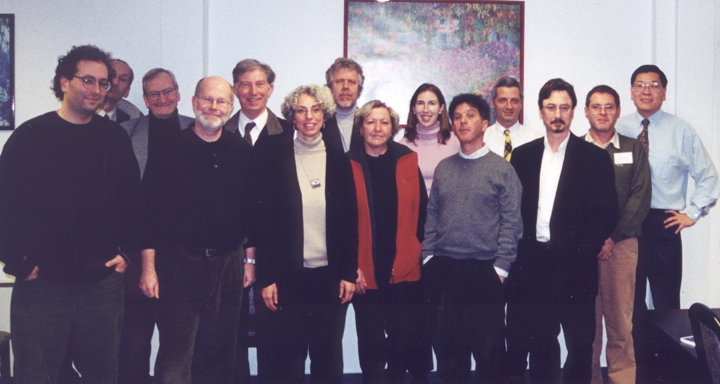
Fotografia dos membros da Budapest Open Access Initiative em uma reunião em dezembro de 2001.

Os princípios FAIR surgem no contexto de um movimento mais amplo em prol do acesso aberto à informação científica, impulsionado por iniciativas como a Budapest Open Access Initiative (BOAI) em 2002. Esta iniciativa defendia que a literatura científica deveria estar livre de barreiras financeiras, legais ou técnicas, garantindo acesso imediato, gratuito e online, com a única restrição sendo o direito dos autores à integridade de suas obras e ao reconhecimento adequado.
Em 2003, a Declaração de Berlim sobre o Acesso Aberto ao Conhecimento nas Ciências e Humanidades ampliou esse conceito, incluindo não apenas publicações, mas também dados brutos, metadados, fontes originais e materiais multimídia, reforçando a necessidade de que esses recursos fossem abertamente acessíveis e reutilizáveis. Esses movimentos pavimentaram o caminho para a ciência aberta, alinhando-se à ideia de que o livre acesso aos dados fortalece as instituições democráticas e beneficia a sociedade como um todo.
No entanto, a complexidade e a multiplicidade dos dados de pesquisa produzidos por pesquisas do mundo todo tornou-se um desafio central ao se pensar políticas de boas práticas. Nos Estados Unidos, o National Institutes of Health (NIH) emergiu como pioneiro ao estabelecer, em 2003, uma política explícita de compartilhamento de dados, determinando que estes deveriam ser disponibilizados "livremente o mais rápido possível", desde que respeitadas questões de privacidade e direitos de propriedade intelectual.
Em janeiro de 2004, os ministros de Ciência e Tecnologia dos países-membros da Organização para a Cooperação e Desenvolvimento Econômico (OCDE) reuniram-se em Paris para tratar do acesso a dados de pesquisa financiados com recursos públicos. Desse encontro resultou a Declaration on Access to Research Data from Public Funding, adotada em 30 de janeiro de 2004, que estabeleceu os princípios fundamentais relacionados à abertura de dados de pesquisa, como: transparência, conformidade legal, proteção de propriedade intelectual, interoperabilidade, qualidade e segurança. Três anos depois, em 2007, a OCDE publicou uma versão revisada da declaração, incorporando quatro novos princípios: padronização de métricas de qualidade, segurança, flexibilidade e sustentabilidade.
O relatório Science as an Open Enterprise (2012), da Royal Society, ampliou o debate ao analisar os impactos da revolução digital na pesquisa. O texto destacou a necessidade de adaptação a novas formas de coleta, armazenamento e disseminação de dados, com recomendações específicas para instituições, agências de fomento e pesquisadores.
Contudo, a ausência de padrões claros para localização, interoperabilidade e reuso mantinha obstáculos práticos. Dados frequentemente permaneciam isolados em "silos disciplinares" ou se tornavam inacessíveis após o término de projetos. Foi nesse contexto que os princípios FAIR (Findable, Accessible, Interoperable, Reusable) surgiram, propondo um framework para superar essas limitações e maximizar o valor dos investimentos em pesquisa.

### Discussão e definição dos princípios
Os princípios FAIR tiveram sua origem em 2014, durante a conferência "Jointly Designing a Data FAIRPORT", realizada nos Países Baixos. Este evento foi organizado pelo nó holandês do projeto ELIXIR - uma infraestrutura europeia para dados biológicos - em colaboração com o Netherlands eScience Center, o Dutch Techcentre for Life Sciences e o Centro Lorentz. A conferência reuniu pesquisadores, especialistas em informática, representantes de editoras científicas e desenvolvedores de tecnologias semânticas, com o objetivo principal de superar os obstáculos à reutilização de dados científicos.
Durante os debates, ficou evidente a necessidade de criar uma infraestrutura global para dados de pesquisa que permitisse a publicação e compartilhamento automatizado de conjuntos de dados, garantindo interoperabilidade técnica e semântica entre sistemas distintos. Uma das propostas mais importantes foi o desenvolvimento de uma estrutura tecnológica que funcionasse como uma espinha dorsal para conectar diferentes repositórios, permitindo que sistemas computacionais pudessem identificar e processar dados relevantes de forma autônoma.
Estas discussões levaram à publicação formal dos princípios FAIR em 2016, no artigo científico "The FAIR Guiding Principles for scientific data management and stewardship", liderado por Mark Wilkinson.

### Adesão aos princípios
A Comissão Europeia deu um importante passo na implementação dos princípios FAIR ao lançar em 2016 o relatório Realising the European Open Science Cloud, elaborado pelo Grupo de Alto Nível de Peritos sobre a European Open Science Cloud (EOSC). Este documento apresentou recomendações para acelerar a transição global rumo a uma ciência mais aberta e inovadora, destacando que a EOSC - embora sendo uma iniciativa europeia - tinha potencial para aplicação mundial, especialmente entre instituições que adotassem os princípios FAIR.
Em 2016, durante a 11.ª reunião de cúpula do G20, em Hangzou, os líderes do G20 emitiram uma declaração que aprovava a aplicação dos princípios FAIR para a pesquisa.
Um estudo realizado em 2017 na Universidade de Delft, na Holanda, avaliou 38 repositórios digitais e constatou que todos apresentavam baixo grau de conformidade com os princípios FAIR. Essas dificuldades práticas motivaram a criação da iniciativa GO FAIR em 2017, liderada pelo Dutch Techcentre for Life Sciences (DTL) com apoio dos governos holandês, alemão e francês.
A GO FAIR surgiu como um modelo de implementação prática dos princípios FAIR, organizando-se em três eixos principais:
- GO-CHANGE: Focado em mudanças culturais para tornar os princípios FAIR um padrão na ciência, incluindo reformas nos sistemas de avaliação e recompensa acadêmica.
- GO-TRAIN: Dedicado à formação de especialistas em gestão de dados em todos os países membros.
- GO-BUILD: Voltado para o desenvolvimento de infraestruturas técnicas que permitam a interoperabilidade de dados em larga escala.

Essa iniciativa ganhou impulso político com a assinatura, em maio de 2017, do Joint Position Paper on the European Open Science Cloud por representantes da Holanda e Alemanha, que se comprometeram a implementar a EOSC através da GO FAIR. Na Holanda, o plano Nationaal Plan Open Science (2017-2020) incorporou explicitamente as metas da iniciativa, especialmente na promoção da reutilização de dados de pesquisa.
Paralelamente, outras iniciativas globais começaram a incorporar esses princípios. Nos Estados Unidos, o programa Big Data to Knowledge (BD2K) do National Institutes of Health (NIH) estabeleceu diretrizes para garantir a compatibilidade dos dados científicos com os padrões FAIR. 

Na América Latina, a Scientific Electronic Library Online (SciELO) declarou publicamente sua intenção de adotar os princípios FAIR na gestão de dados científicos, prevendo que eles se tornariam "uma base crucial para inovação no movimento global da Ciência Aberta".
Desde 2018, a Association of European Research Libraries recomenda o uso dos princípios FAIR.